# Districte de Nyamagabe
El districte de Nyamagabe és un akarere (districte) de la província del Sud, a Ruanda. La seva capital és Gasaka.

## Geografia i turisme
El districte es troba entre Butare i Cyangugu al sud-oest de Ruanda i conté gran part de l'antiga província de Gikongoro, que es va dissoldre el 2006. També conté la meitat oriental del bosc de Nyungwe, una destinació turística popular, i és una de les últimes zones forestals restants de Ruanda i llar dels ximpanzé i moltes altres espècies de primats.
El camp de refugiats de Kigeme es troba al districte. El Centre Turi Kumwe, que allotjava "una comissaria de policia i oficines de gestió de campaments i migracions" es va obrir al camp el 2014.

## Sectors
El districte de Nyamagabe està dividit en 17 sectors (imirenge): Buruhukiro, Cyanika, Gatare, Kaduha, Kamegeli, Kibirizi, Kibumbwe, Kitabi, Mbazi, Mugano, Musange, Musebeya, Mushubi, Nkomane, Gasaka, Tare i Uwinkingi.